# Comuna Șolcani, Soroca
Comuna Șolcani este o comună din raionul Soroca, Republica Moldova. Este formată din satele Șolcani (sat-reședință) și Cureșnița Nouă.

## Demografie
Conform datelor recensământului din 2014, comuna are o populație de 1.408 locuitori. La recensământul din 2004 erau 1.594 de locuitori.

## Administrație și politică
Componența Consiliului local Șolcani (9 consilieri), ales la 5 noiembrie 2023, este următoarea:
|  | Partid                                       | Consilieri | Componență | Componență | Componență | Componență | Componență | Componență |
|  | -------------------------------------------- | ---------- | ---------- | ---------- | ---------- | ---------- | ---------- | ---------- |
|  | Partidul Acțiune și Solidaritate             | 6          |            |            |            |            |            |            |
|  | Partidul Socialiștilor din Republica Moldova | 3          |            |            |            |            |            |            |

## Personalități născute aici
- Denis Țapu (n. 1999), luptător de greco-romane.